# Манданічі
Манданічі (італ. Mandanici, сиц. Mannanici) — муніципалітет в Італії, у регіоні Сицилія,  метрополійне місто Мессіна.
Манданічі розташоване на відстані близько 500 км на південний схід від Рима, 175 км на схід від Палермо, 29 км на південний захід від Мессіни.
Населення — 619 осіб (2014).
Покровитель — Santa Domenica.

## Демографія
Населення за роками:

Станом на 1 січня 2023 року в муніципалітеті офіційно проживало 11 іноземців з 5 країн, серед них 7 громадян країн Євросоюзу та 2 громадяни України.

## Сусідні муніципалітети
- Фьюмедінізі
- Ніцца-ді-Сицилія
- Пальяра
- Роккалумера
- Санта-Лучія-дель-Мела